# Anaplectella samarindae
Anaplectella samarindae är en kackerlacksart som beskrevs av Hanitsch 1930. Anaplectella samarindae ingår i släktet Anaplectella och familjen småkackerlackor. Inga underarter finns listade i Catalogue of Life.